# 斷溝龍蝦
斷溝龍蝦（學名Panulirus interruptus），又名加州龍蝦或加州刺龍蝦，是分佈在由加利福尼亞州蒙特利灣（Monterey Bay）至墨西哥特萬特佩克灣（Gulf of Tehuantepec）的東太平洋的一種龍蝦。它們一般長30厘米，呈紅褐色，足上有刺，有一對很大的觸鬚，但沒有大鉗。它們的特徵是尾巴上有一些中斷的凹槽。
雌蝦可以懷有達68萬顆卵，卵須10星期就可以孵化出扁平的葉狀幼體。幼體在變態前會吃浮游生物。成體是夜間活動及會遷徙的，棲息在水深達65米的岩石，主要吃海膽、蛤蜊、蚌及蠕蟲。斷溝龍蝦會被多種魚類、八爪魚及水獺所吃，但它們可以用觸鬚所發出的巨大聲音來保護自己。在美國及墨西哥，斷溝龍蝦都是商業及娛樂的重要漁獲。

## 特徵
斷溝龍蝦與其他龍蝦一樣都有一對巨大及有刺的觸鬚，不過沒有大鉗。它們是最大的龍蝦之一，最長可達60厘米，平均長30厘米。雄蝦重達12公斤。背面呈紅褐色，並沒有其他龍蝦較淡色的斑紋或斑點。足呈相似的顏色，有一條或以上淺色的紋。
雄蝦及雌蝦可以憑其生殖孔的位置來分辨。雌蝦的生殖孔位於第三對胸足，而雄蝦的則位於第五對胸足。成熟的雌蝦在第五胸足有細小的鉗及較大的腹足。

## 分佈
斷溝龍蝦分佈在加利福尼亞灣及下加利福尼亞半島的太平洋海岸，北至加利福尼亞州的聖路易斯奥比斯波（San Luis Obispo）。在蒙特利灣（Monterey Bay）間中也有見到斷溝龍蝦的報告，不過其水溫較凍，並不適合它們繁殖。估計這些斷溝龍蝦是於幼體期在厄爾尼諾現象出現的年份來到加利福尼亞州中部，並於此成長至成體的。
斷溝龍蝦棲息在水深達65米的岩石底層。雖然它們也會在淺水出沒，但最經常都是在水深之處生活。幼體一般會棲息在0-4米水深的岩石環境，其上有茂密的植物覆蓋。

## 生態及行為

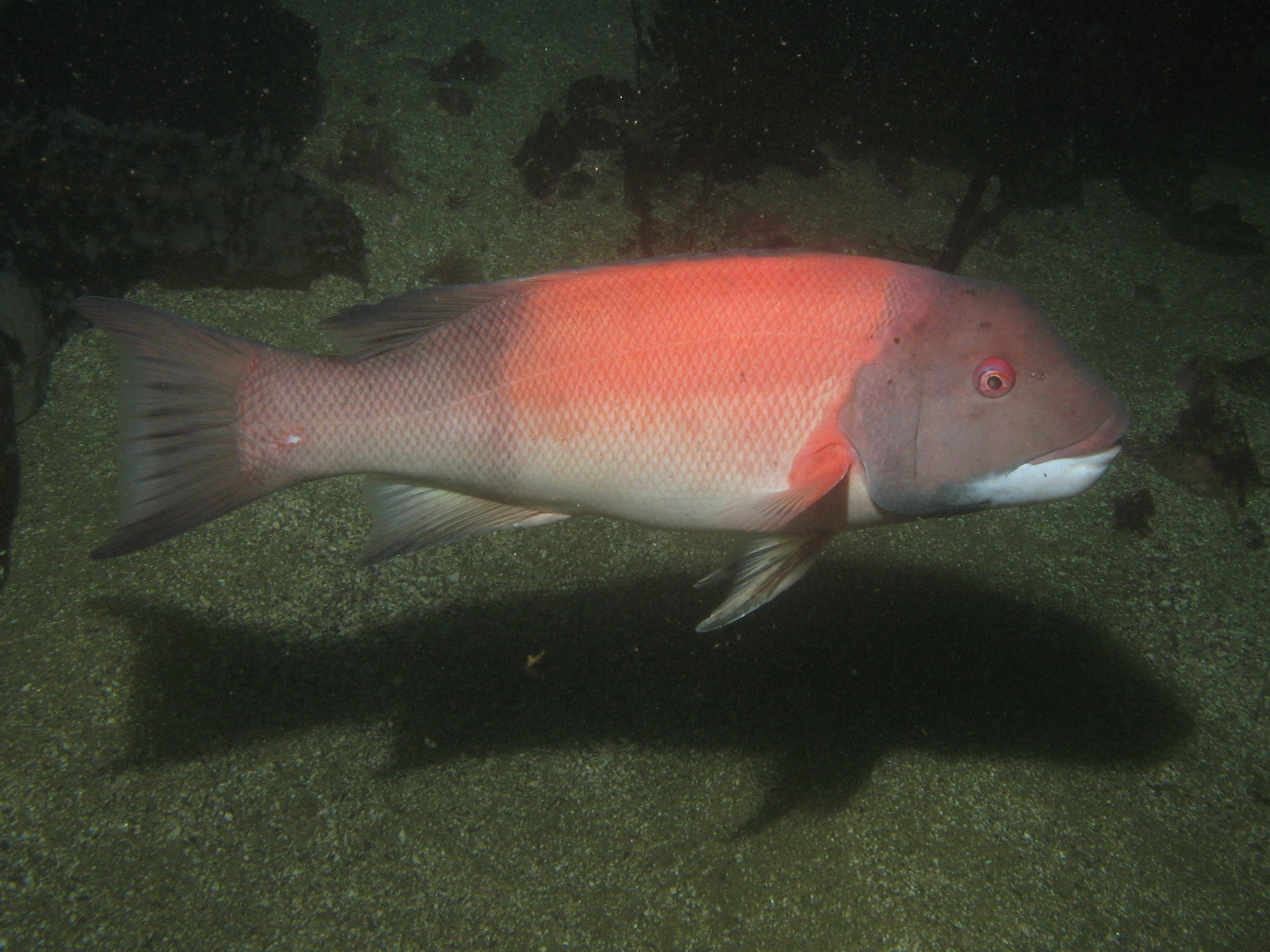
美麗突額隆頭魚是斷溝龍蝦的天敵。

斷溝龍蝦是夜間活動的，日間會躲在石縫間，伸出長長的觸角來驅趕掠食者。到了黎明時份，它們會聚集在一起，直至到黃昏。在晚上，它們會走出來覓食，吃海膽、蛤蜊、蚌及蠕蟲。它們可以限制海膽的數量，以保障海床的健康。
斷溝龍蝦的天敵包括有硬骨魚（如美麗突額隆頭魚、巨堅鱗鱸及雲斑鮋杜父魚）、鯊魚（如佛氏虎鯊及豹紋鯊）、八爪魚及水獺。當有掠食者接近時，它們會利用粘滑現象來製造巨大的聲響。其觸角的底部就像撥子，在像銼刀的觸角邊磨擦。若掠食者非常接近，它們會彎曲其尾巴準備向後避開掠食者。
斷溝龍蝦每年都會遷徙，於春天及夏天進入淺水區域，於冬天回到深水處，最深可達73米，目的可能是為避開冬季風暴。

## 生命周期
雌蝦長達65-69毫米就達至性成熟，一般為5-9歲；雄蝦要3-6歲才性成熟。由於在每次脫殼時它們都會失去所有堅硬的部份，所以其壽命很難判斷；估計它們可以有50歲或以上。
斷溝龍蝦沒有生殖肢，雌蝦的胸板沒有袋來儲存精子。相反，雄蝦會從生殖孔直接將精囊送到雌蝦的胸板中。雄蝦的生殖孔有筆直及有鋸齒的陰莖狀突，且有細小的毛刷。成熟雌蝦的胸板最後三節有三個孔，橫跨胸板的兩端，是龍蝦屬所特有的。這些孔比其他的外骨骼更柔軟，可以幫助雄蝦將精囊放入正確的位置。
交配後，受精卵會被帶到腹足直至孵化為止。單一隻雌蝦就會有12-68萬顆卵。卵最初呈紅色，逐漸會變得深色。卵於10星期就會孵化，約於5月至8月間出生。葉狀幼體並不像成體，身體扁平及透明，約長14毫米，薄如一張紙。幼體吃浮游生物，經過10次脫殼進入10個幼體期，最後長約30-32毫米。幼體整個脫殼過程約需7個月時間，最後的幼體期會變態成幼生的成體，但依然透明。當水溫接近最高時（此時下加利福尼亞州為冬天），幼生會棲息在海床。
幼生的食性很多樣化，主要為端足目及等足類，與及珊瑚藻和蝦海藻屬。它們也會吃蟹。

## 命名

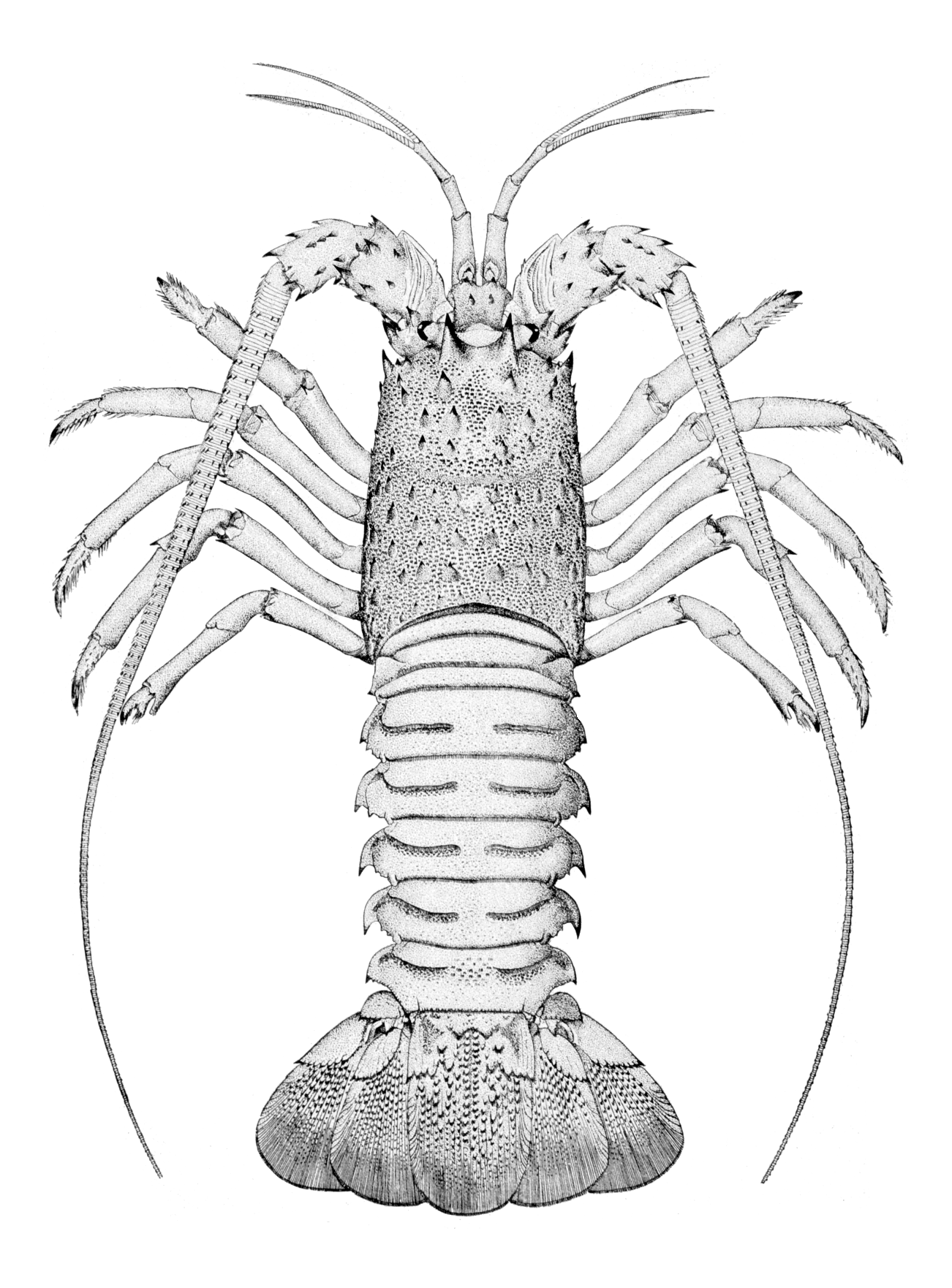
雌性斷溝龍蝦尾巴上中斷的凹槽。

約翰·藍道爾（John Witt Randall）於1840年基於托馬斯·納托爾所提供的標本來描述斷溝龍蝦。這個標本的來源地不詳，很有可能是來自納托爾所活躍的聖巴巴拉及聖地牙哥。種小名取自它們腹部中斷的凹槽。斷溝龍蝦最初被分類到真龍蝦屬，後來才與其他龍蝦分類到新的龍蝦屬。

## 相關物種
斷溝龍蝦是龍蝦屬19個物種之一。其最近親並非東太平洋的其他物種，而是加勒比海的眼斑龍蝦及西太平洋的物種，如日本龍蝦、Panulirus marginatus、Panulirus pascuensis、天鵝龍蝦及長足龍蝦；這種關係是從成體及幼體形態的對比研究及分子系統學中發現。
斷溝龍蝦獨特的是其腹部有一些中斷的凹槽，其他物種一是沒有這種凹槽，或是凹槽橫跨整個身體。

## 漁業
約翰·藍道爾（John Witt Randall）在其描述上指斷溝龍蝦是原住民的食物。它們現時是美國西岸經濟上最重要的龍蝦。休閒漁釣佔了差不多一半的漁獲，而大部份的商業漁獲都是以捕龍蝦器捕捉的，少量是由漁網或拖網捕捉的。最主要漁獲的地區是在下加利福尼亞州西部，由墨西哥入口到美國的數量是加利福尼亞州漁獲的兩倍。

## 外部連結
- YouTube上的California Spiny Lobster (Panulirus interruptus)